# Arc de Trajan (Timgad)
Pour les articles homonymes, voir Arc de Trajan.
L'Arc de Trajan est un arc de triomphe romain à Timgad, datant du début du IIIe siècle érigé à l'endroit de la porte occidentale du decumanus maximus, à l'entrée de la voie de Lambaesis.

## Historique
L'arc de Triomphe fut érigé au niveau de la porte principale de la cité, à l'entrée ouest du decumanus maximus. Peu avant la fin du IIe siècle, la porte utilitaire fut remplacée par un arc de triomphe appelé abusivement arc de Trajan (qui, avec un minimum de restauration, nous est parvenu presque intact)[réf. nécessaire].
Dans les années 1920, on a découvert à Timgad une inscription fort curieuse : une invocation au Christ medicus.

## Description générale
L'arc de Trajan, haut de douze mètres est un arc à trois baies. La large baie centrale, de six mètres de haut permettait le passage des véhicules qui ont laissé de profondes ornières sur les dalles de la voie. Aux piétons étaient réservées les deux baies latérales, de trois mètres soixante quinze de haut. Au-dessus de ces dernières, sur les deux faces maîtresses, sont creusées des niches rectangulaires ornées de colonnettes destinées à recevoir des statues, dominées par des voûtes en arceau assises sur des colonnes corinthiennes détachées. Quatre colonnes montées sur piédestal pour chaque face principale. L'ensemble était couronné au faîte de l'édifice d'un groupe comprenant sans doute un char.

## Étude descriptive
La composition géométrique est basée sur une symétrie par rapport à un axe vertical passant par le centre du cercle de construction de la grande baie centrale. Ce centre coïncidant au point de rencontre des diagonales du rectangle dans lequel s'inscrit l'arc. Au-dessus des arcs latéraux, s'ouvrent des niches encadrées par des colonnes dégagées, corinthiennes de marbre rouge, reposant sur des consoles sculptées d'un décor végétal. Ces niches devaient contenir des statues aujourd'hui disparues.
Chaque partie latérale du monument est encadrée par deux colonnes corinthiennes détachées, reposant sur un piédestal et portant au sommet un entablement curviligne à tympan arqué. Ces colonnes hautes sont divisées en trois segments dont celui de la base est doublement cannelé par rapport aux deux autres. Les entablements curvilignes, en arc surbaissé, également formé de voussoirs en relief, se ferment à la base en reposant sur des consoles posées sur les hauts des chapiteaux corinthiens ornant les hautes colonnes. Les arcs reposant sur des piliers indépendants sont en plein cintre, bâtis en voussoirs L'ensemble est encadré de moulures.

## Construction

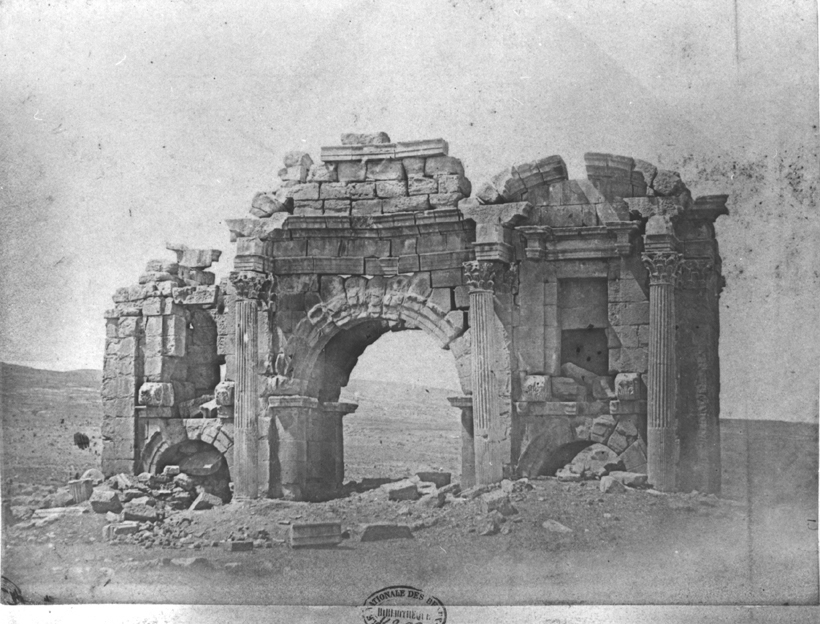
L’Arc en 1880.

L’Arc de Trajan se trouve au nord-est du site. C’est le travail de l'architecte Alexandre Lézine qui a fait que l'Arc de Trajan soit oblique par rapport au mur de la ville, une transition était ainsi indiquée entre la perspective de la voie décimane intra muros et l'avenue de Lambèse. La large avenue qui passe devant le capitole aboutit au nord à l'Arc de Trajan érigé à l'entrée ouest du decumanus maximus. Peu avant la fin du IIe siècle, la porte utilitaire fut remplacée par un arc de triomphe appelé « arc de Trajan ».
D'autres reliefs furent ajoutés par la suite à la base de la face est : les statues de Mars et de la déesse de la Concorde, érigées sous le règne de Septime Sévère (193-211) par un certain L. Licinius Optatianus en reconnaissance de son élection au flaminat perpétuel de la colonie.

## Galerie

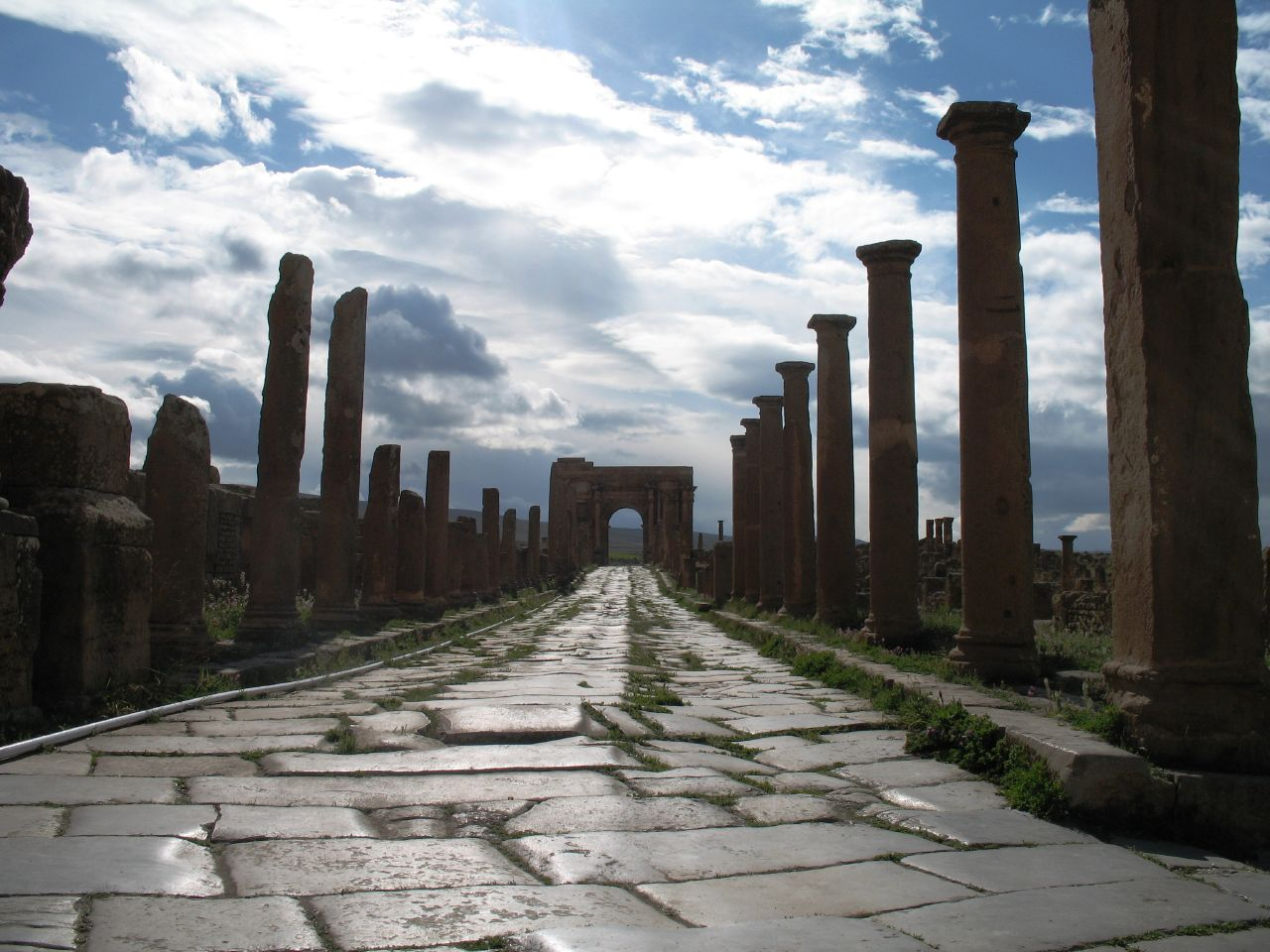
L'arc dit de Trajan à l'extrémité du decumanus
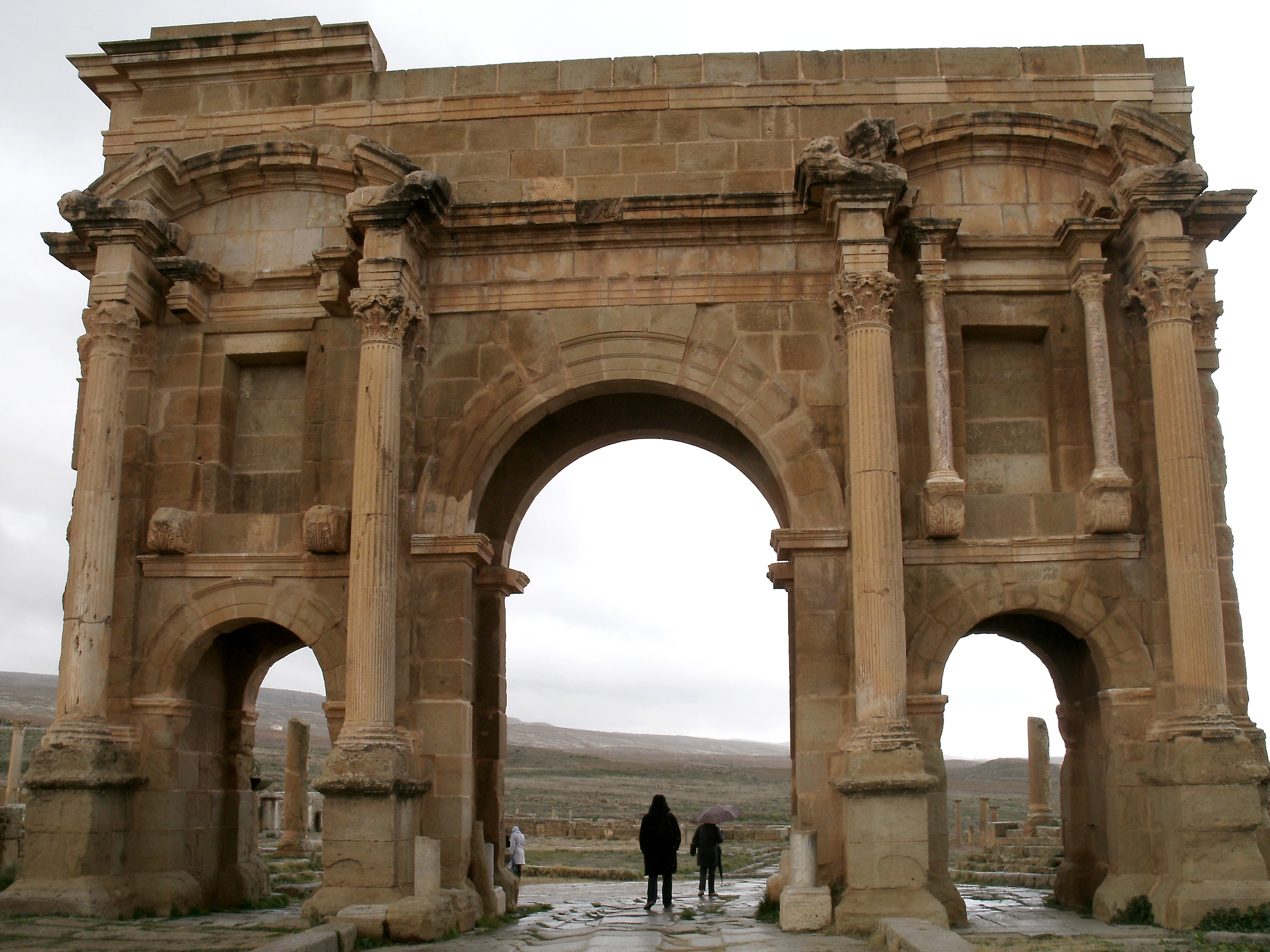
Arc dit de Trajan (façade Est)
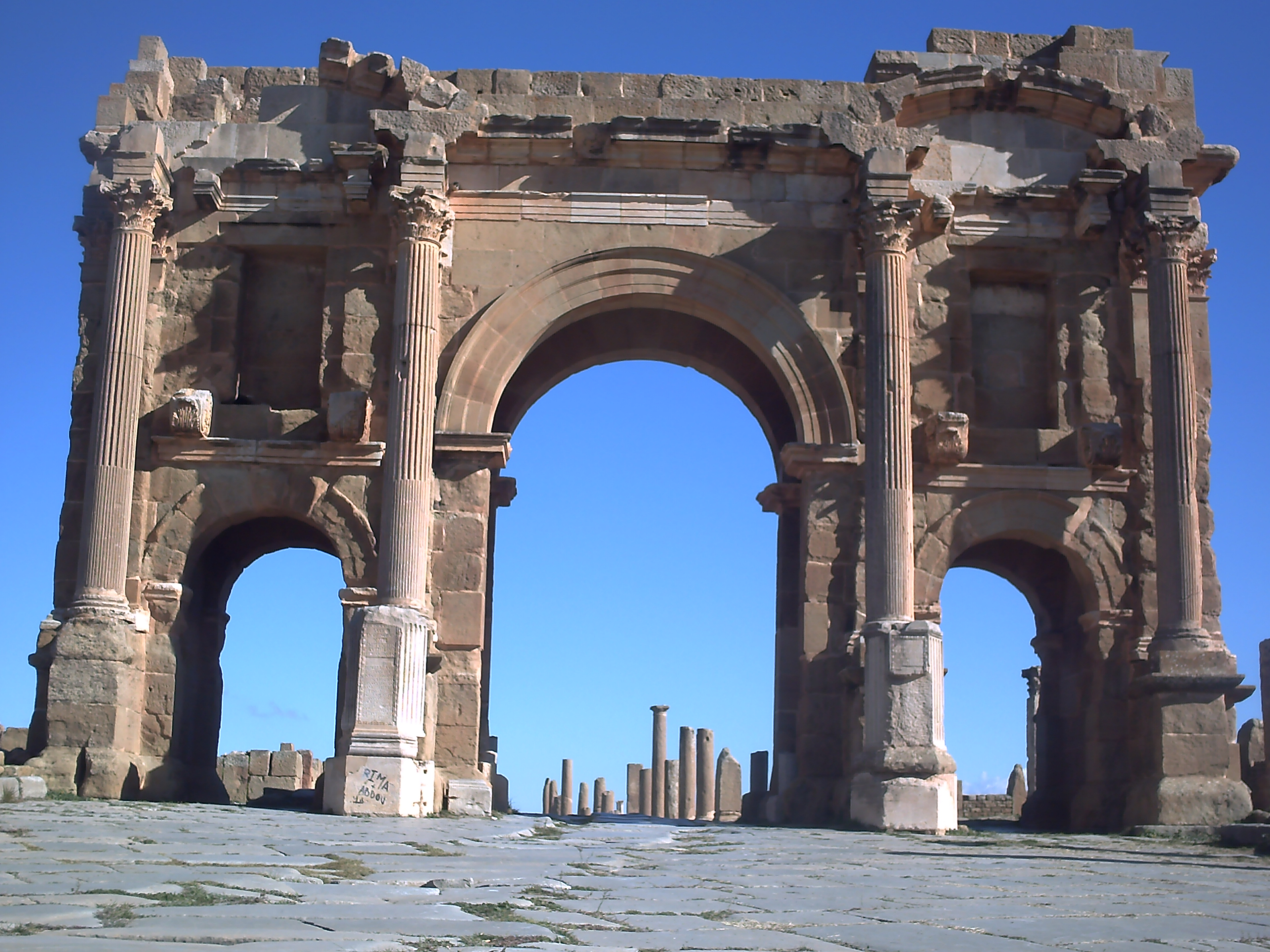
Arc dit de Trajan (façade Ouest)
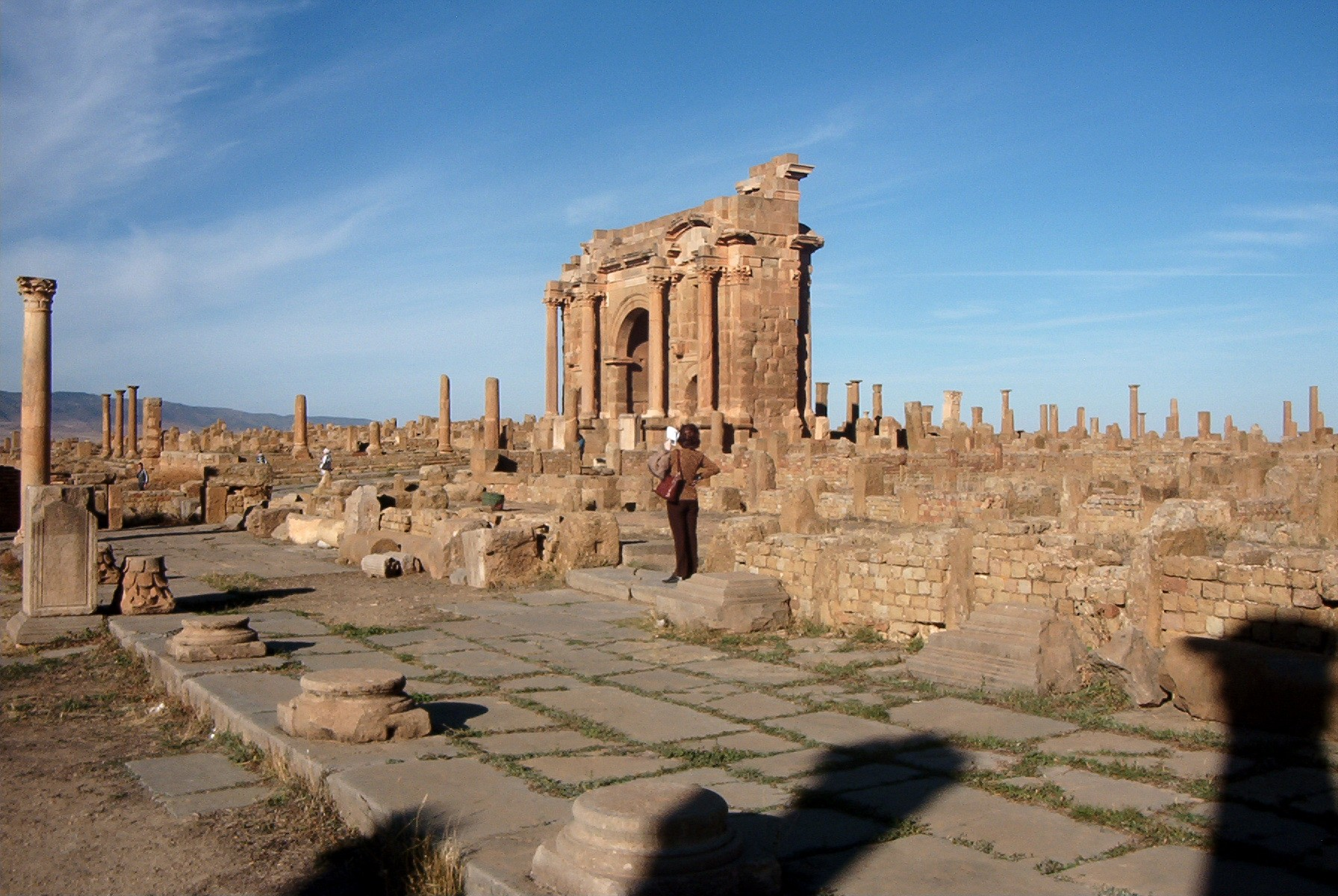
Arc dit de Trajan vu depuis le marché de Sertius
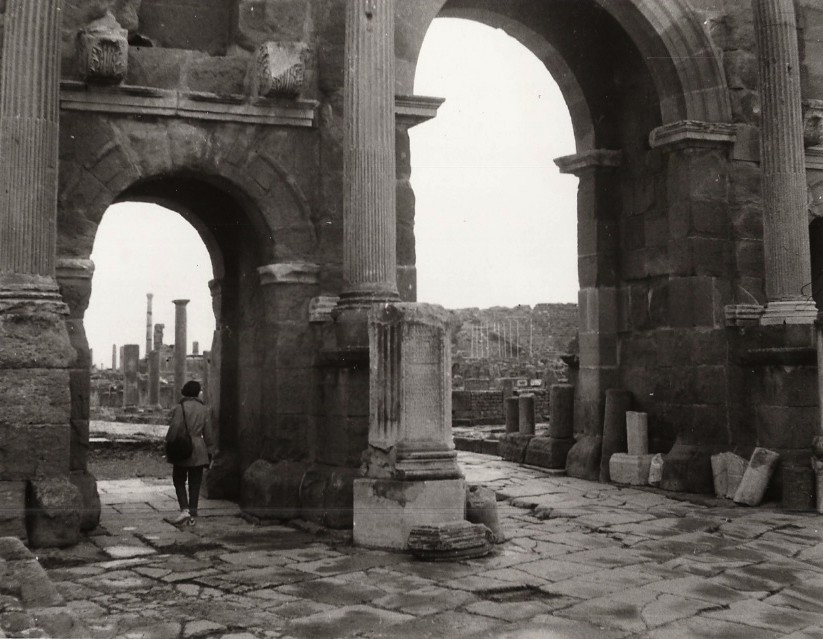
Arc dit de Trajan (détails)